# Włodzimierz Środa
Włodzimierz Artur Środa (ur. 8 września 1959 w Kielcach, zm. 13 listopada 2017 w Sosnowcu) – polski koszykarz i trener koszykówki, mistrz Polski (1985, 1986) z Zagłębiem Sosnowiec.

## Kariera sportowa
Był wychowankiem Korony Kielce, w jej barwach występował w latach 1974–1975 w III lidze. W latach 1976–1978 reprezentował barwy Tęczy Kielce (również w III lidze), następnie był zawodnikiem AZS Kraków (1979–1982 – w II i III lidze). Od 1982 występował w Zagłębiu Sosnowiec (z przerwą w rundzie jesiennej sezonu 1984/1985, kiedy to był graczem Śląska Wrocław). Z sosnowieckim klubem wywalczył swoje największe sukcesy: mistrzostwo Polski w 1985 i 1986 oraz brązowy medal w 1989. W sezonie 1989/1990 grał w austriackim II-ligowym klubie Wüstenrot Salzburg (1988/1990), następnie powrócił na dwa sezony (1990/1991 i 1991/1992) do Sosnowca (jego drużyna grała jako Victoria Sosnowiec) i w 1991 zdobył kolejny brązowy medal mistrzostw Polski. W kolejnych latach był jeszcze graczem Baildonu Katowice (1993/1994 w II lidze) i Pogoni Sosnowiec (1994/1995 w II lidze).
Był absolwentem Akademii Wychowania Fizycznego w Krakowie, po zakończeniu kariery zawodniczej pracował jako trener, m.in. w latach 1999–2002 w Zagłębiu Sosnowiec, w tym w sezonie 2000/2001 w I lidze (II poziom rozgrywek) jako pierwszy trener, w sezonie 2001/2002 w II lidze (III poziom rozgrywek). W latach 2002–2006 prowadził II-ligowy zespół Lafarge Nida Gips (następnie UMKS) Kielce, w sezonie 2007/2008 I-ligowy MKKS Rybnik. Pracował jako nauczyciel wychowania fizycznego w Gimnazjum nr 8 Zespołu Szkół Ogólnokształcących nr 5 w Sosnowcu, gdzie mieszkał.